# David Köckert
David Köckert (* 10. Februar 1979 in Pasewalk) ist ein rechtsextremer Aktivist und ehemaliger deutscher Kommunalpolitiker (parteilos, früher AfD und NPD). Er galt als Führungsperson des Thüringer Pegida-Ablegers „Thügida“.

## Leben
David Köckert wurde in Pasewalk geboren und lebt seit 1985 in Greiz. 1995 schloss Köckert die zehnte Klasse ab. Anschließend absolvierte er bis 1998 seine Ausbildung zum Hochbaufacharbeiter. Köckert war verheiratet, hat vier Kinder und ist inzwischen selbstständig. Er ist vorbestraft und war in Untersuchungshaft. Als Tätowierung trägt er eine die halbe Gesichtshälfte bedeckende Schwarze Sonne.

## Aktivismus
In den 1990er Jahren war Köckert der Kopf der Kameradschaft „Braune Teufel“, die sich auch „Alkoholocaust“ nannte. 2003 eröffnete er zusammen mit seiner damaligen Lebensgefährtin das Geschäft „Ragnorök“ in Reichenbach. Es befand sich später in Mylau und wurde 2009 geschlossen. Verkauft wurden Textilien und Tonträger für ein rechtsextremes Kundenspektrum.
Köckert war von 2013 bis Februar 2014 Mitglied der AfD. Von 2014 bis 2016 war Köckert Mitglied der NPD. Hier hatte er die Funktion des Landesorganisationsleiters der NPD Thüringen inne. Er saß 2014 für die NPD im Kreistag des Landkreises Greiz.
Köckert wollte bei den Wahlen zum Bürgermeister im April 2018 in Greiz als Einzelbewerber kandidieren. Der Wahlausschuss lehnte den Wahlvorschlag im März 2018 ab. Im Juni 2018 distanzierte sich Detlev Stauch, Landesvorsitzender der Republikaner in Thüringen, von Köckert. Köckerts Aufnahmeantrag sei abgelehnt worden.
Köckert betätigt sich als Aktivist der „Thügida“ in Thüringen. „Thügida“ organisiert seit Ende 2015 Anti-Asyl-Demonstrationen. Der Verein THÜGIDA & Wir lieben Sachsen mit Sitz in Greiz besteht seit November 2016. Vorsitzender ist David Köckert.
Beim „Trauermarsch“ in Köthen am 9. September 2018 trat Köckert als Sprecher auf. Er sprach von einem „Rassenkrieg gegen das deutsche Volk“, die Polizisten bezeichnete Köckert als „blau gehaltene, charakterlose Söldner“ und den Vertretern der Presse kündigte er an, dass sich Journalisten im Falle der Machtübernahme „im dunklen Kellerverließ wiederfinden werden“.
Sein Name wird mehrfach in Verfassungsschutzberichten erwähnt.
Am 30. Oktober 2018 wurde gemeldet, Köckert sei bei einer Razzia festgenommen worden, gegen ihn und einen weiteren Beschuldigten bestünden Haftbefehle. Köckert wurde räuberische Erpressung und Sozialversicherungsbetrug vorgeworfen.
Nachdem der Haftbefehl zwischenzeitlich außer Vollzug gesetzt worden war, wurde Köckert am 29. November 2018 wieder in Haft genommen, da er einen Zeugen eingeschüchtert haben soll. Ein Haftprüfungstermin am 30. November bestätigte diese Entscheidung.
Im Mai 2019 wurde er durch das Landgericht Gera zu einer Geldstrafe von 230 Tagessätzen zu je 20 Euro verurteilt. Das Gericht sah es als erwiesen an, dass Köckert sich der Körperverletzung, des unerlaubten Waffenbesitzes und der Beleidigung schuldig gemacht hatte. Zudem wurde Köckert dafür bestraft, unerlaubt Dateien gelöscht zu haben, die sich auf dem Smartphone eines Mitarbeiters seines Tattoo-Studios befanden.